# Transformar
"Transformar" (en: "Change") é um single lançado pela cantora brasileira Ivete Sangalo e o cantor inglês Calum Scott. Composta por César Lemos e Nelson Motta, e produção musical de Mr. Jam e Paulo Jeveaux. Foi escolhida como a canção "Tema Oficial dos Jogos Paralímpicos de Verão de 2016", que foram sediados no Brasil, do dia 7 de setembro de 2016 ao dia 18 de setembro de 2016. Foi lançada como single promocional em 18 de setembro de 2016, pela Som Livre. Parte da receita arrecadada pela musica foi doada para a Fundação Agitos, que é o braço de pesquisa e desenvolvimento do Comitê Paralímpico Internacional.

## Videoclipe
O vídeo oficial da canção foi lançado pela página oficial da Som Livre, no YouTube, também no dia 18 de setembro de 2016.

## Promoção
A canção foi executada pela primeira vez ao vivo durante a cerimônia de encerramento dos Jogos Paralímpicos de Verão de 2016 no Rio de Janeiro.

## Recepção da crítica
Calum Scott chamou a Ivete Sangalo de "Beyoncé brasileira" – uma forma de explicar ao público do Reino Unido a grandiosidade da baiana no Brasil. "Eu mal consigo explicar o quanto me senti honrado ao estar naquele palco, ajudando a encerrar um dos maiores e mais inspiradores eventos, junto com a Beyoncé brasileira. Foi incrível", disse o cantor ao jornal britânico "Hull Daily Mail". Ivete não chamou a atenção apenas do cantor britânico –  a imprensa internacional também destacou a performance da baiana. O site da CNN chamou a cantora de "megastar". Já o jornal The Guardian definiu Ivete como 'a mulher mais influente do Brasil'. Uma informação que chamou a atenção da imprensa internacional foi a representatividade de Ivete, que tem nada menos que 12 milhões de seguidores no Instagram, por exemplo.

## Lista de faixas
- Download digital[3]

1. "Transformar" (Ivete Sangalo e Calum Scott) – 3:34

## Histórico de Lançamento
| País   | Data                   | Formato | Gravadora |
| ------ | ---------------------- | ------- | --------- |
| Vários | 16 de Setembro de 2016 | Airplay | Som Livre |